# Ruth Williams Khama

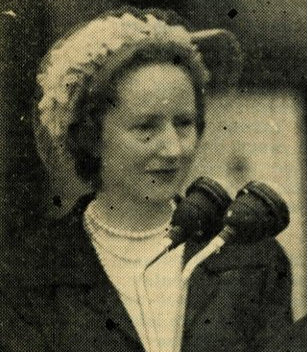
Ruth Williams Khama – pierwsza dama Botswany w latach 1966–1980

Ruth Williams (ur. 9 grudnia 1923, zm. 22 maja 2002) – pierwsza dama Botswany w latach 1966–1980.
Pochodziła z Blackheath (Londyn). Była kierowcą karetki pogotowia w Women’s Auxiliary Air Force. W 1948 wzięła ślub z Seretse Khamą, studiującym prawo w Anglii księciem plemienia Bamangwato, którego poznała w czerwcu 1947, pracując jako urzędniczka instytucji ubezpieczeniowej Lloyd’s of London. Ich małżeństwo wywołało ostrą krytykę wuja Khamy i byłego regenta w trakcie jego niepodległości, Tshekedi Khamy, wskutek czego para wyjechała z Botswany w 1950 i powróciła do niej w 1956. W latach 1966–1980 jej mąż sprawował urząd prezydenta Botswany. Jako pierwsza dama posiadała znaczne wpływy polityczne. Po śmierci Khamy pozostała w Botswanie.
Razem z Seretse Khamą miała czwórkę dzieci, córkę Jacqueline oraz trzech synów: Seretse Iana (prezydenta Botswany w latach 2008–2018) oraz bliźnięta Tshekedi (również polityka) i Anthony’ego. Zmarła na raka gardła.